# Lysiteles bhutanus
Lysiteles bhutanus là một loài nhện trong họ Thomisidae.
Loài này thuộc chi Lysiteles. Lysiteles bhutanus được Hirotsugu Ono miêu tả năm 2001.